# Mesophylax aspersus
Mesophylax aspersus är en nattsländeart som först beskrevs av Jules Pièrre Rambur 1842.  Mesophylax aspersus ingår i släktet Mesophylax och familjen husmasknattsländor.

## Underarter
Arten delas in i följande underarter:
- M. a. canariensis
- M. a. hoggarensis